# Ċ
Der Buchstabe Ċ (kleingeschrieben ċ) ist ein Buchstabe des lateinischen Schriftsystems, bestehend aus einem C mit Überpunkt. Er ist der dritte Buchstabe des maltesischen Alphabets und entspricht dem Laut ʧ. Früher wurde er auch im Irischen benutzt, um ein lenisiertes C darzustellen, heute wird dafür der Digraph ch verwendet.

## Darstellung auf dem Computer
Unicode enthält das C mit Punkt oben an den Stellen U+010A (Großbuchstabe) und U+010B (Kleinbuchstabe). In ISO 8859-3 belegt der Buchstabe die Stellen 0xC5 (Großbuchstabe) und 0xE5 (Kleinbuchstabe).
In TeX kann man das Ċ mit den Befehlen \.C und \.c bilden.